# Moșteni (okręg Aluta)
Moșteni – wieś w Rumunii, w okręgu Aluta, w gminie Schitu. W 2011 roku liczyła 238 mieszkańców.